# Coprophanaeus jasius
Coprophanaeus jasius är en skalbaggsart som beskrevs av Olivier 1789. Coprophanaeus jasius ingår i släktet Coprophanaeus och familjen bladhorningar. Inga underarter finns listade i Catalogue of Life.